# Fate/EXTRA Last Encore
《Fate/Extra Last Encore》是由SHAFT制作、改编自角色扮演遊戲《Fate/EXTRA》的电视动画，于2018年1月28日开始播放。

## 世界觀
以2030年代的近未來世界為舞台。此作的世界觀與TYPE-MOON多作共通的世界觀基本設定一致，但卻是從TYPE-MOON多作共通世界觀的1970年代派生出來的平行世界，而並不單純是月姬和Fate等作品的未來。部份用語的意思可能與月姬和Fate等作品原有的用語有所不同。世界觀的基本設定可參考TYPE-MOON其他作品的的世界觀。
在本作舞台的2030年代世界中，被稱為「西歐財閥」的巨大組織利用財力、武力進行世界規模的徹底性資源管理，所以技術以及人類的進步正停滯不前。因此表面上技術從2000年代起就沒有改變。
在這個世界中大源的魔力（Mana）已經枯竭了。因此TYPE-MOON多作共通的世界觀中的「魔術」和「魔術師」幾乎都衰落了，魔術協會也只餘下本來就不太依賴魔力的「阿特拉斯院」，其餘皆遭到西歐財閥的圍剿而瓦解。而殘存的魔術師們為了因應失去魔力的新環境，開發出能將自己的靈魂變換成靈子，並以靈子入侵網路世界的新式魔術，成為人稱「靈子駭客」的新世代魔術師。

## 故事簡介
那是在被忘卻的月球上開演的“EXTRA”之物語。
存在於月球的，乃擁有能實現任何願望之力量的靈子計算機“Mooncell Automaton”。構築於Mooncell內部的，為靈子虛構世界“SE.RA.PH”。
原本過著普通校園生活的主人公，隨著對現況感到違和，正式踏入一場零和遊戲當中。經過預選後共誕生了共128名Master，在近300個英靈中覓得代理戰鬥的Servant，一旦戰敗就會迎來死亡。忘記過去的主人公，能在眾多Master中勝出嗎？
賭上“聖杯”，由魔術師與英靈引發的新的月之聖杯戰爭開演。

## 制作
2016年3月22日，在Fate Project小组公布Fate/EXTRA将改编为动画，2017年，Fate/Extra改编动画确认命名为Fate/Extra Last Encore。制作公司Shaft称将会与奈须蘑菇一同参与动画制作。2017年12月31日，TypeMoon公布该动画导演为新房昭之，角色设计为滝山真哲，音乐制作为神前晓。2017年3月，公布动画的新主视觉图。2017年7月30日，确定阿部敦和丹下櫻将为男主角岸浪百野和女主角Saber配音。

## 製作人員
- 原作：TYPE-MOON、Marvelous
- 系列構成：奈須磨菇
- 角色原案：
- 總監督：新房昭之
- 系列導演：宮本幸裕
- 角色設計：瀧山真哲、山村洋貴
- 動作導演：三輪和宏
- 主動畫師：松浦力、村山公輔
- 美術監督：望月卓磨
- 色彩設計：日比野仁
- CG監督：高野慎也
- 攝影監督：會津孝幸
- 剪接：松原理惠
- 音響監督：鶴岡陽太
- 音樂：神前曉
- 動畫製作：SHAFT
- 06/07話背景設計：劇團狗咖哩

## 主題曲
- 片頭曲「火光明亮的吶喊（Bright Burning Shout）」（1－9話、第11、13話）
  - 填詞：田淵智也，作曲、編曲：神前曉，主唱：Sayuri及西川貴教
  - 分鏡、演出：八瀨祐樹，作畫監督：瀧山真哲
- 片尾曲「月亮與花束（月と花束）」（2－13話）
  - 作曲、作曲、主唱：Sayuri，編曲：江口亮
  - 分鏡、演出、作畫：細居美惠子

## 各話列表
| 話數     | 日文標題                              | 中文標題                                      | 劇本            | 分鏡              | 演出                                  | 作畫監督                                                                                     |
| 地動說篇 | 地動說篇                              | 地動說篇                                      | 地動說篇        | 地動說篇          | 地動說篇                              | 地動說篇                                                                                     |
| -------- | ------------------------------------- | --------------------------------------------- | --------------- | ----------------- | ------------------------------------- | -------------------------------------------------------------------------------------------- |
| 01       |                                       | 如今在古老邊獄之底 -Preteritus Limbus Voragoｰ | 奈須蘑菇 櫻井光 | 宮本幸裕 三輪和宏 | 宮本幸裕                              | 高野晃久、松浦力 出野喜則、前田義宏 村上公輔、保村成                                         |
| 02       |                                       | 死相 -Dead Faceｰ                              | 奈須蘑菇 櫻井光 | 黑澤守            | 南川達馬                              | 大梶浦之、佐藤浩一 濱友里惠、保村成 馬場一樹                                                 |
| 03       |                                       | 黃金鹿與暴風夜 -Golden Wild Hunt-             | 奈須蘑菇 櫻井光 | 黑澤守            | 淺見隆司                              | 伊藤良明、高野晃久 村山公輔、松浦力 大高美奈、浜友里恵 保村成、前田義宏 岩本里奈             |
| 04       | 顔の無い王 ―ノーフェイス・メイキング― | 無貌之王 -No Face May King-                   | 奈須蘑菇 櫻井光 | 川畑喬            | 宮本幸裕、下司泰弘                    | 伊藤義明、大高美奈 松浦 力、村山公輔 馬場一樹、山田俊太郎                                    |
| 05       |                                       | 祈願之弓 -Yew Bow-                            | 奈須蘑菇 櫻井光 | 川畑喬            | 古賀一臣                              | 岩本里奈、浜友里恵 鈴木勘太、前田義宏 保村成                                                 |
| 06       |                                       | 永久機關・少女帝國 -Queen's Glass Game-       | 奈須蘑菇 櫻井光 | 佐伯昭志          | 吉澤翠                                | 大梶博之、大高美奈 武藤信宏、工藤ゆき 寿夢龍、今田茜 本多弘幸、栗西祐輔 渡辺舞、森悦史       |
| 07       |                                       | 為某人寫的故事 -Nursery Rhyme-                | 奈須蘑菇 櫻井光 | 佐伯昭志          | 児谷直樹                              | 高野晃久、松浦力 村山公輔、伊藤良明 オシロイハナ、岩本里奈                                   |
| 08       |                                       | 無二打 -Dead End-                             | 奈須蘑菇 櫻井光 | 黒澤守            | 浅見隆司                              | 岩本里奈、大高美奈 武藤信宏、保村成 大梶博之、浜友里恵                                       |
| 09       |                                       | 邀至心蕩神馳的黃金劇場 -Aestus Domus Aurea-   | 奈須蘑菇 櫻井光 | 大石美繪          | 南川達馬                              | 伊藤良明、高野晃久 松浦力、村山公輔 浜友里恵、前田義宏 沼田誠也、岩本里奈                    |
| 10       |                                       | 無限殘骸 -Unlimited/Rays Dead-                | 奈須蘑菇 櫻井光 | 鈴木利正          | 宮本幸裕                              | 秋葉徹、大高美奈 宮嶋仁志                                                                    |
| 天動說篇 |                                       |                                               |                 |                   |                                       |                                                                                              |
| 11       |                                       | 轉輪勝利之劍 -Excalibur Gallatin-             | 奈須蘑菇 櫻井光 | 川畑喬            | 古賀一臣                              | 松浦力、村山公輔 伊藤良明、高野晃久 保村成、清水慶太                                         |
| 12       |                                       | 天輪聖王 -Chakr Avartin-                      | 奈須蘑菇 櫻井光 | 川畑喬            | 宮本幸裕                              | 岩本里奈、浜友里恵 大高美奈、保村成                                                          |
| 13       |                                       | 喝彩的玫瑰 -Olympia Plaudere-                 | 奈須蘑菇 櫻井光 | 黒澤守            | 宮本幸裕、児谷直樹 黒澤守、岡田堅二朗 | 松浦力、高野晃久 村山公輔、伊藤良明 杉山延寬、潮月一也 浅井昭人、野道佳代 清水勝祐、浜友里恵 |

## 藍光與DVD
| 卷數 | 發售日期       | 收錄話數        | 規格編號      | 規格編號      | 封面角色                      |
| 卷數 | 發售日期       | 收錄話數        | 藍光限定版    | DVD限定版     | 封面角色                      |
| ---- | -------------- | --------------- | ------------- | ------------- | ----------------------------- |
| 1    | 2018年8月1日   | 第1話 ~ 第3話   | ANZX-14261/2  | ANZB-14261/2  | Rider與Saber                  |
| 2    | 2018年9月12日  | 第4話 ~ 第5話   | ANZX-14263/4  | ANZB-14263/4  | Archer與Saber                 |
| 3    | 2018年10月3日  | 第6話 ~ 第7話   | ANZX-14265/6  | ANZB-14265/6  | Caster與Saber                 |
| 4    | 2018年11月7日  | 第8話 ~ 第10話  | ANZX-14267/8  | ANZB-14267/8  | 遠坂凛、拉妮八世 與Saber      |
| 5    | 2018年12月12日 | 第11話 ~ 第12話 | ANZX-14269/70 | ANZB-14269/70 | Saber（高文） 與Saber（尼祿） |
| 6    | 2019年1月9日   | 第13話          | ANZX-14271/2  | ANZB-14271/2  | 岸波白野與Saber               |

## 播放電視台
日本深夜動畫：下文記載的日本国内播放時間使用日本標準時間（UTC+9）表示。因為部分時間标识會採用30小时制，因此請留意这类超过24:00的时间，其實際播放時間為翌日清晨。
| 播放日期        | 播放時間                 | 播放電視台               | 播放區域   | 備註                      |
| --------------- | ------------------------ | ------------------------ | ---------- | ------------------------- |
| 2018年1月27日 - | 星期六深夜 24:00 - 24:30 | 東京都會電視台(TOKYO MX) | 東京都     |                           |
|                 |                          | 栃木電視台               | 栃木縣     |                           |
|                 |                          | 群馬電視台               | 群馬縣     |                           |
|                 |                          | 日本BS放送(BS11)         | 日本全國   | 衛星電視 / 『ANIME+節目』 |
| 2018年1月30日 - | 星期二深夜 27:30 - 28:00 | 毎日放送(MBS)            | 近畿廣域圏 | 『動畫特區』第3部         |

## 外部連結
- （日語）《Fate/Extra Last Encore》官網（页面存档备份，存于）
- （日語）《Fate/Extra Last Encore》的X（前Twitter）